# يويشي تاكاهاشي
يويشي تاكاهاشي (باليابانية: 高橋勇市؛ بالكانا: たかはし ゆういち) هو منافس ألعاب قوى ياباني، ولد في 12 يونيو 1965.